# Světlá (Louňovice pod Blaníkem)
Světlá (Duits: Lichtenwalde of Lichtenwalde an Planick) is een Tsjechische plaats in de gemeente Louňovice pod Blaníkem, regio Midden-Bohemen, en maakt deel uit van het district Benešov. Het dorp ligt op 1 kilometer afstand van Louňovice pod Blaníkem.
Světlá telt 10 inwoners (2021).

## Geschiedenis
De eerste schriftelijke vermelding van het dorp dateert van 1500.
In 1960 werd Světlá, samen met Louňovice pod Blaníkem, ingedeeld bij het district Benešov.

## Verkeer en vervoer

### Autowegen
Er leidt een regionale weg naar het dorp.

### Spoorlijnen
Er is geen station in de gemeente. Het dichtstbijzijnde station is in Vlašim, op zo'n 8,5 kilometer afstand. Dat station ligt aan de spoorlijn van Benešov naar Vlašim.

### Buslijnen
Er is één bushalte vlak bij het dorp:
| Halte                                  | Lijn(en) | Traject(en)     | Vervoerder(s) |
| -------------------------------------- | -------- | --------------- | ------------- |
| Louňovice pod Blaníkem, Rozchod Světlá | 550      | Vlašim - Votice | CŠAD Benešov  |

## Bezienswaardigheden
- Dorpskapel

## Galerij

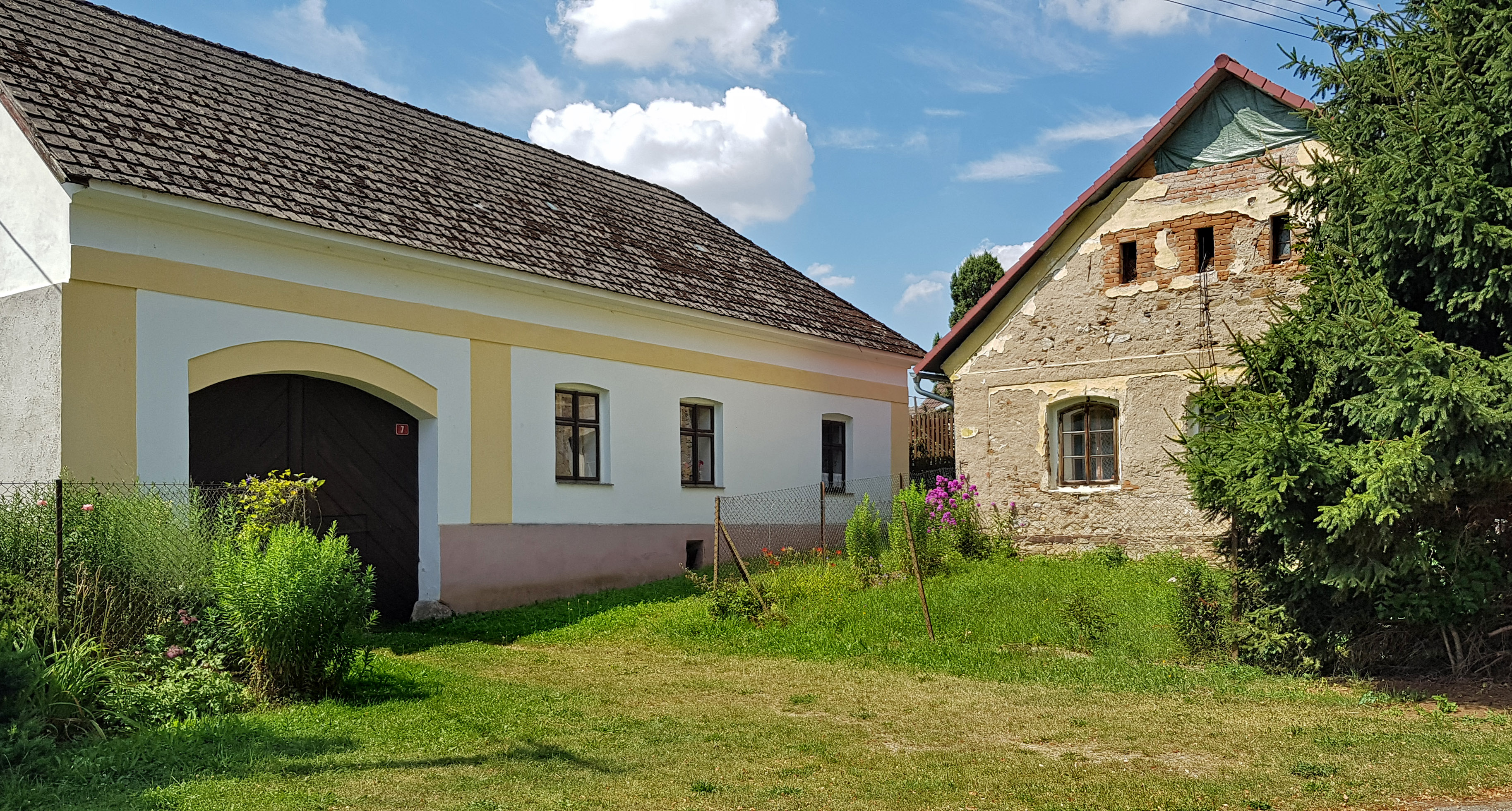
Huizen in het dorp (2018)
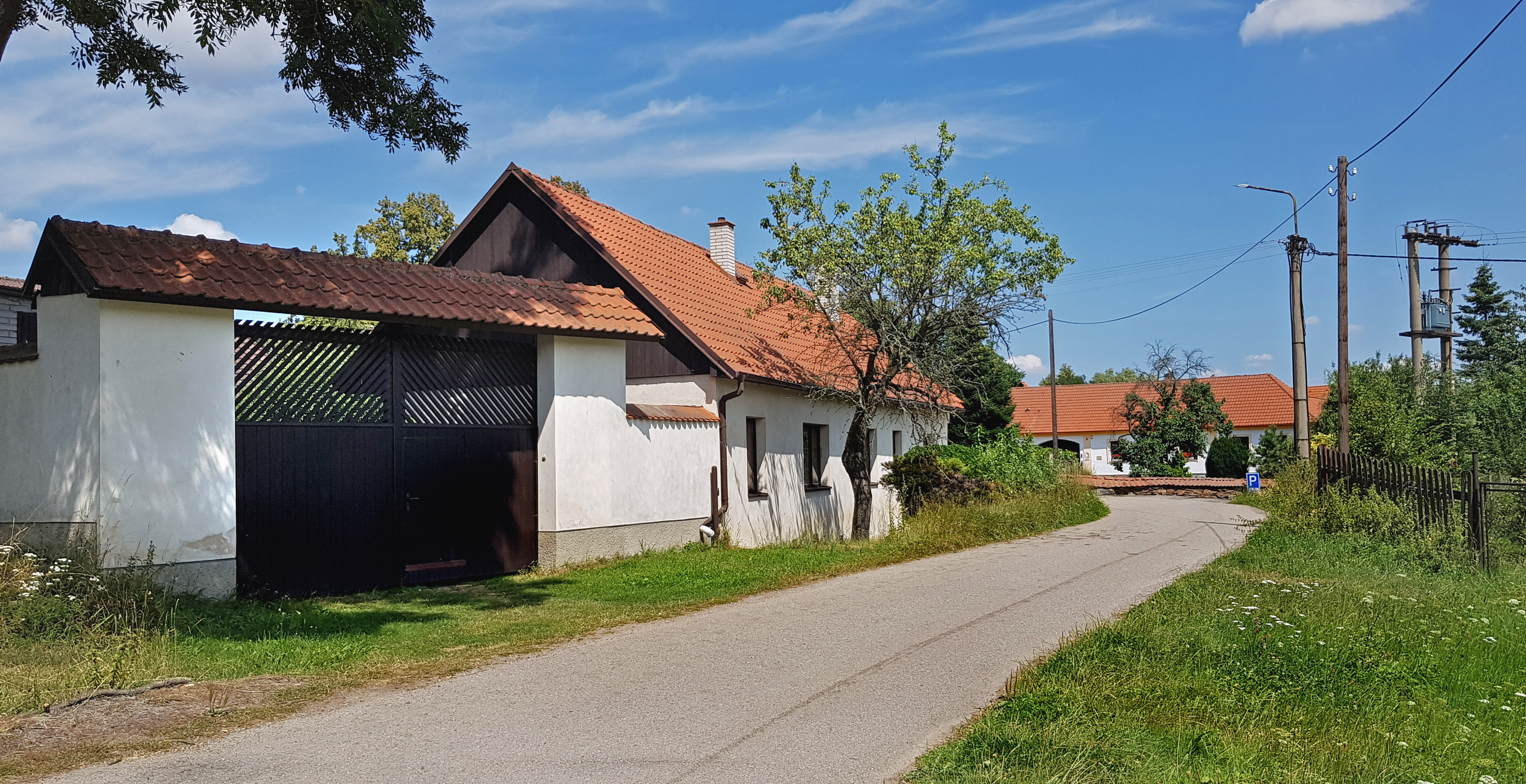
Straat in het dorp (2018)
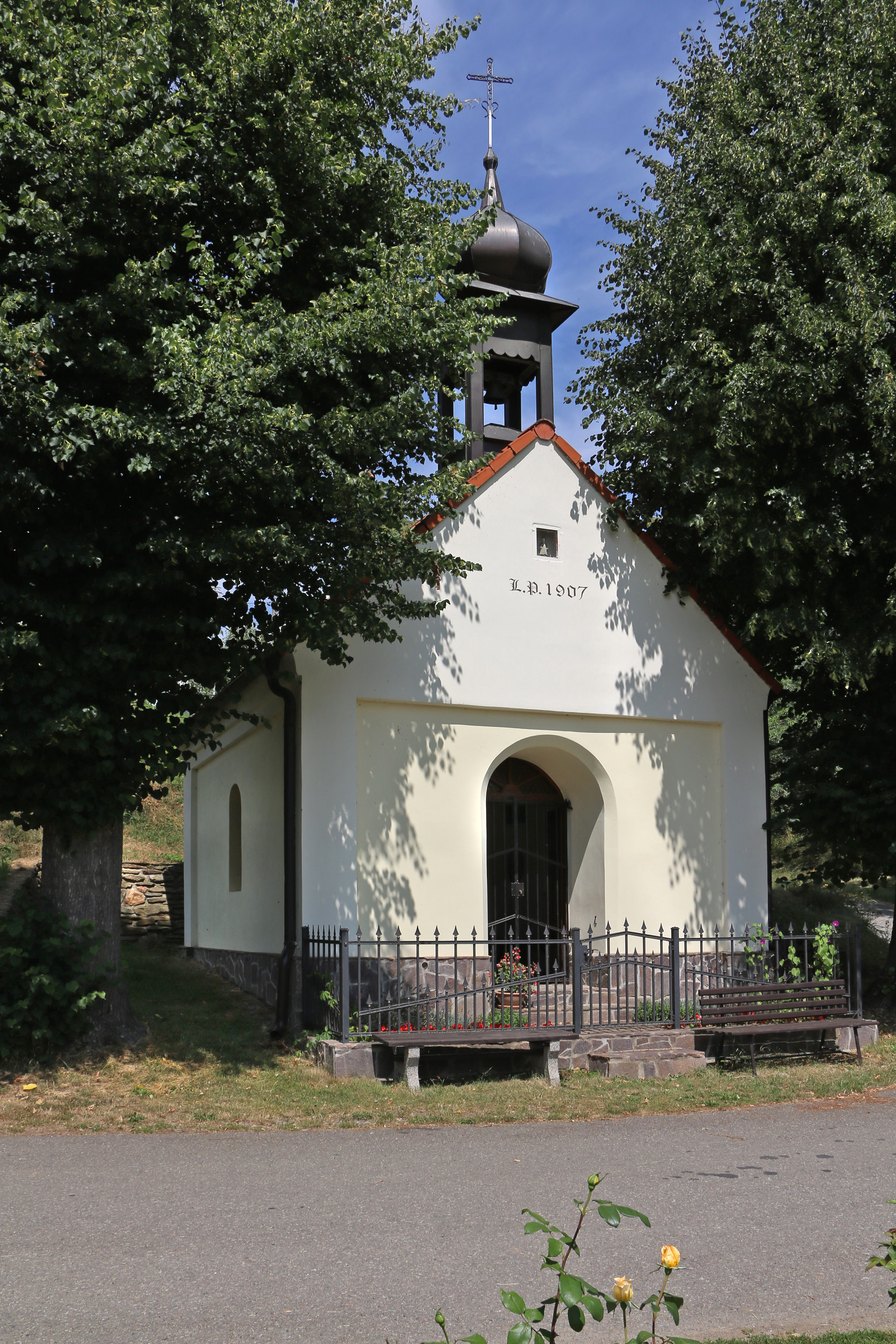
Dorpskapel (2018)